# Вогањ
Вогањ је насеље у Србији у општини Рума у Сремском округу. Према попису из 2022. било је 1281 становника.
Овде се налазе Српска православна црква Светог Николе у Вогњу и Железничка станица Вогањ.

## Прошлост
Близу села Вогња подигнута је 1939. године, "на водици" - месту где годинама раније православни народ походио ради молитве и оздрављења, православна капела. На тој водици посвећеној Св. Петки, капелу је изградио католик из Руме, Јохан Риг са супругом Вилмом,, освећена је 8. августа те године. Водица је била извор пијаће воде где су свраћали чобани све док након велике олује половином 19. века, то није постало "свето место" ходочашћа. Вогањски свештеник поп Стеван Рогић је са својим побожним народом донео прву литију и тада је извор освећен. О томе је као спомен служио уклесани текст на једном камену 1854. године.

## Спорт
У селу се налази Стреличарско удружење ''Тицан” - стреличарски клуб који се такмичи на такмичењима у организацији Стреличарског савеза Србије. Броји 22 члана, подељених у различитим старосним категоријама.

## Демографија
У насељу Вогањ живи 1277 пунолетних становника, а просечна старост становништва износи 40,6 година (39,7 код мушкараца и 41,5 код жена). У насељу има 535 домаћинстава, а просечан број чланова по домаћинству је 3,02.
Ово насеље је углавном насељено Србима (према попису из 2002. године), а у последња три пописа, примећен је пад у броју становника.
|  |

| Демографија | Демографија | Демографија |
| Година      | Становника  | Становника  |
| ----------- | ----------- | ----------- |
| 1948.       | 1.424       |             |
| 1953.       | 1.558       |             |
| 1961.       | 1.687       |             |
| 1971.       | 1.692       |             |
| 1981.       | 1.728       |             |
| 1991.       | 1.628       | 1.582       |
| 2002.       | 1.614       | 1.708       |

| Етнички састав према попису из 2002.‍ | Етнички састав према попису из 2002.‍ | Етнички састав према попису из 2002.‍ | Етнички састав према попису из 2002.‍ | Етнички састав према попису из 2002.‍ |
| ------------------------------------ | ------------------------------------ | ------------------------------------ | ------------------------------------ | ------------------------------------ |
|                                      |                                      |                                      |                                      |                                      |
| Срби                                 | Срби                                 |                                      | 1.413                                | 87,54%                               |
| Мађари                               | Мађари                               |                                      | 76                                   | 4,70%                                |
| Југословени                          | Југословени                          |                                      | 29                                   | 1,79%                                |
| Хрвати                               | Хрвати                               |                                      | 25                                   | 1,54%                                |
| Чеси                                 | Чеси                                 |                                      | 1                                    | 0,06%                                |
| Русини                               | Русини                               |                                      | 1                                    | 0,06%                                |
| Муслимани                            | Муслимани                            |                                      | 1                                    | 0,06%                                |
| Македонци                            | Македонци                            |                                      | 1                                    | 0,06%                                |
| Буњевци                              | Буњевци                              |                                      | 1                                    | 0,06%                                |
| непознато                            | непознато                            |                                      | 41                                   | 2,54%                                |

| Година пописа     | 1948. | 1953. | 1961. | 1971. | 1981. | 1991. | 2002. |
| ----------------- | ----- | ----- | ----- | ----- | ----- | ----- | ----- |
| Број домаћинстава | 314   | 369   | 424   | 446   | 479   | 465   | 535   |

| Број чланова      | 1   | 2   | 3  | 4   | 5  | 6  | 7 | 8 | 9 | 10 и више | Просек |
| ----------------- | --- | --- | -- | --- | -- | -- | - | - | - | --------- | ------ |
| Број домаћинстава | 112 | 122 | 92 | 108 | 66 | 28 | 5 | 1 | 1 | 0         | 3,02   |

| Пол    | Укупно | Неожењен/Неудата | Ожењен/Удата | Удовац/Удовица | Разведен/Разведена | Непознато |
| ------ | ------ | ---------------- | ------------ | -------------- | ------------------ | --------- |
| Мушки  | 652    | 198              | 398          | 33             | 22                 | 1         |
| Женски | 700    | 142              | 409          | 134            | 15                 | 0         |
| УКУПНО | 1.352  | 340              | 807          | 167            | 37                 | 1         |

| Пол    | Укупно                    | Пољопривреда, лов и шумарство | Рибарство                            | Вађење руде и камена | Прерађивачка индустрија       |
| ------ | ------------------------- | ----------------------------- | ------------------------------------ | -------------------- | ----------------------------- |
| Мушки  | 346                       | 161                           | 0                                    | 0                    | 45                            |
| Женски | 196                       | 80                            | 0                                    | 0                    | 41                            |
| УКУПНО | 542                       | 241                           | 0                                    | 0                    | 86                            |
| Пол    | Производња и снабдевање   | Грађевинарство                | Трговина                             | Хотели и ресторани   | Саобраћај, складиштење и везе |
| Мушки  | 8                         | 25                            | 26                                   | 6                    | 39                            |
| Женски | 2                         | 1                             | 33                                   | 5                    | 4                             |
| УКУПНО | 10                        | 26                            | 59                                   | 11                   | 43                            |
| Пол    | Финансијско посредовање   | Некретнине                    | Државна управа и одбрана             | Образовање           | Здравствени и социјални рад   |
| Мушки  | 0                         | 1                             | 6                                    | 7                    | 2                             |
| Женски | 2                         | 0                             | 2                                    | 11                   | 11                            |
| УКУПНО | 2                         | 1                             | 8                                    | 18                   | 13                            |
| Пол    | Остале услужне активности | Приватна домаћинства          | Екстериторијалне организације и тела | Непознато            | Непознато                     |
| Мушки  | 3                         | 0                             | 0                                    | 17                   | 17                            |
| Женски | 2                         | 0                             | 0                                    | 2                    | 2                             |
| УКУПНО | 5                         | 0                             | 0                                    | 19                   | 19                            |